# روز جهانی خواب

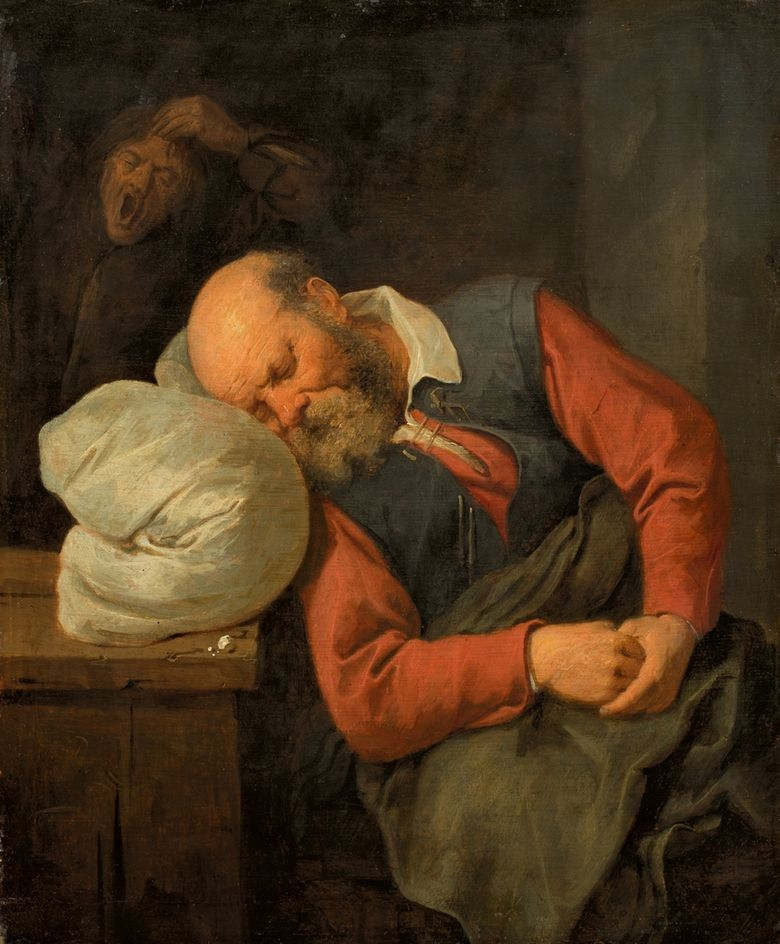
نقاشی پیرمرد خفته- دیوید ریجکارت

روز جهانی خواب یک رویداد سالانه است که از سال ۲۰۰۸ ( 1386-1387 هجری شمقسی ) توسط کمیته انجمن روز جهانی خواب، که قبلاً انجمن جهانی طب خواب (WASM) بود، برگزار می‌شود. هدف تجلیل از فواید خواب خوب و سالم و جلب توجه جامعه به مشکلات خواب و جنبه‌های پزشکی، آموزشی و اجتماعی آنها و ترویج پیشگیری و مدیریت اختلالات خواب است.
تخمین زده می‌شود که محرومیت از خواب بیش از ۴۰۰ میلیارد دلار در سال در آمریکا، ژاپن ۱۳۸ میلیارد دلار، آلمان ۶۰ میلیارد دلار، ۵۰ میلیارد دلار و انگلیس و کانادا ۲۱ میلیارد دلار هزینه دارد.
{{خرد}}